# دانلد اوبراین
دانلد اوبراین (انگلیسی: Donald O'Brien؛ ‏ ۱۵ سپتامبر ۱۹۳۰ – ۲۳ آوریل ۲۰۱۸) بازیگر اهل جمهوری ایرلند بود. وی بین سال‌های ۱۹۴۸ تا ۱۹۹۴ میلادی فعالیت می‌کرد.
از فیلم‌ها یا برنامه‌های تلویزیونی که وی در آن نقش داشته‌است، می‌توان به گوست‌هاوس، بازگشت از مرگ (فرانکنشتاین ۲۰۰۰)، در جستجوی شمشیر سترگ، در جستجوی شمشیر سترگ، آن قطار زرهی لعنتی، جان‌سخت، امانوئل و آخرین آدم‌خواران، شب ژنرال‌ها، ترن، کئوما، محاکمه ژاندارک، چهار سرنوشت شوم، مانایا، آخر هفته در دانکرک، جایزه بزرگ، سه اتاق در منهتن، گنجشک، انتقامجویی از آینده، نگاره‌هایی در یک صومعه، سکس عمیق، نام گل سرخ و دختر شیطان اشاره کرد.